# Gnosjö (đô thị)
Đô thị Gnosjö (tiếng Thụy Điển: Gnosjö kommun) là một đô thị ở hạt Jönköping của Thụy Điển. Thủ phủ là thị xã Gnosjö. Dân số thời điểm 31 tháng 12 năm 2000 là 10280 người.